# GSC3605-172
GSC3605-172 — хімічно пекулярна зоря спектрального класу A1, що має видиму зоряну величину в смузі V приблизно  9,6.
Вона  розташована на відстані близько 945,4 світлових років від Сонця.